# Хотан
Хотан (уйгурська: خوتەن, кит.: 和闐;; Піньінь:Hétián), місто і оаза біля однойменної річки на південному сході Сіньцзяну у Китаї на південь від пустелі Такла-Макан, на південний схід від Яркенда. Населення 114.000 осіб (2006), в основному — уйгури.

## Клімат
Місто знаходиться у зоні, котра характеризується кліматом тропічних пустель. Найтепліший місяць — липень із середньою температурою 25.6 °C (78 °F). Найхолодніший місяць — січень, із середньою температурою -4.4 °С (24 °F).
| Клімат Хотана           | Клімат Хотана | Клімат Хотана | Клімат Хотана | Клімат Хотана | Клімат Хотана | Клімат Хотана | Клімат Хотана | Клімат Хотана | Клімат Хотана | Клімат Хотана | Клімат Хотана | Клімат Хотана | Клімат Хотана |
| Показник                | Січ.          | Лют.          | Бер.          | Квіт.         | Трав.         | Черв.         | Лип.          | Серп.         | Вер.          | Жовт.         | Лист.         | Груд.         | Рік           |
| Абсолютний максимум, °C | 21            | 20            | 27            | 33            | 35            | 38            | 38            | 37            | 37            | 27            | 21            | 15            | 38            |
| Середній максимум, °C   | 1             | 6             | 16            | 22            | 26            | 30            | 32            | 30            | 27            | 20            | 10            | 3             | 18            |
| Середня температура, °C | −4            | 1             | 9             | 15            | 19            | 23            | 25            | 23            | 20            | 13            | 4             | −2            | 12            |
| Середній мінімум, °C    | −10           | −4            | 2             | 9             | 13            | 17            | 19            | 17            | 13            | 6             | −2            | −7            | 6             |
| Абсолютний мінімум, °C  | −18           | −12           | −3            | 1             | 2             | 11            | 12            | 8             | 5             | −2            | −12           | −15           | −18           |
| Вологість повітря, %    | 45            | 42            | 27            | 28            | 36            | 33            | 39            | 45            | 42            | 39            | 45            | 54            | 40            |
| ----------------------- | ------------- | ------------- | ------------- | ------------- | ------------- | ------------- | ------------- | ------------- | ------------- | ------------- | ------------- | ------------- | ------------- |
| Джерело: Weatherbase    |               |               |               |               |               |               |               |               |               |               |               |               |               |

## Історія
Історія міста постійно пов'язана з Великим шовковим шляхом, який звідси прямував або на південь, в Індію, або на захід, через ущелини Паміру. В давнину в оазі мешкали носії тохарської мови, які рано прийняли буддизм і виготовили мумії, виявлені європейськими дослідниками на початку XX століття. Ймовірно, що тутешні ченці першими познайомили з буддійським віровченням китайців, яких вабили в Хотан запаси  нефриту, що високо цінувався при імператорському дворі.  Приблизно з II ст. до Р.Х. оаза заселяється сакськими іраномовними племенами, що залишили досить численні пам'ятники буддійської літератури хотаносакською мовою I тисячоліття від Р.Х. З їхньою появою зв'язано власне заснування міста і держави, здобуття ним відомої нам назви (іран. xvatan). Починаючи з IX - X століть хотаносакська мова поступово витісняється тюркськими мовами.  
Хотанська оаза позначала межу поширення китайських кордонів за часів династії Хань (у 73 тут побували війська Бань Чао) і Тан (у 630-ті роки тут була китайська прикордонна застава). За переказами, ще в V ст. від Р.Х. китайська царівна, видана заміж за хотанського князя, тайком вивезла з Піднебесної в своїй пишній зачісці лялечки тутового шовкопряда. Таким чином, Хотан став першим центром шовководства за межами Китаю; саме звідси секрет його виробництва просочився в Персію і Візантію.  
У X ст. в Хотані панували кашгарські князі, в XII ст — тангути. У періоди своєї найвищої могутності оазу намагалися воювати також керманичі Тибету. Місто відвідав 1274 року Марко Поло, який захоплювався якістю місцевих тканин. Китайці остаточно затвердилися в мусульманському Хотані в середині XVIII ст. У 1862—78 роках місто було одним з центрів дунганського повстання і визнало владу Якуб-хана.

## Економіка
Річки Каракаш і Юрункаш, що дають початок річці Хотан, пересихають з весни по осінь. Сільське господарство (злаки, бавовник, шовковиця, вівчарство) прив'язано до іригаційних споруд пустелі Такла-Макан. Хотан відомий своєю вовною і особливо килимами, які довгий час вважалися найкращими на схід від Самарканду. У долинах річок добувають золото і нефрит.